# Favorite (EP)
《Favorite》은 버벌진트가 2007년 5월 10일에 발표한 EP 앨범이다. 이 앨범에는 다이나믹 듀오, 에픽하이, Kjun, Matilda Fung 등의 아티스트들이 참여했다.

## 제작
오랫동안 피쳐링 외의 공연 활동을 쉬어왔던 버벌진트는 2007년 1월 27일 Kjun과 함께 제13회 힙합플레이야 쇼에 참여하였다. 여기서 015B와의 합작곡이었던 그녀에게 전화오게 하는 방법 을 비롯해 타이트란 낱말의 존재 이유, Favorite 등의 신곡을 선보인 그는 곧 "큰 거 하나, 작은 거 하나"를 발표하겠다고 말하였으며, 이는 2007년 3월 3일 처음 기사화되었다. 앨범 발매 이후 이뤄진 인터뷰에서, 버벌진트는 저번 앨범 Modern Rhymes와 이번 앨범 Favorite 간의 긴 공백에 관해 "(피쳐링을 통해) 창작욕이 대충 충족이 되었던 것 같"다며, "저는 100%로 계속 해왔다. 제 앨범을 안내도 저는 재미있었고, 제 자신이 이런 부분에서 진화해 나가는 걸 느꼈고.. 그런 것들을 느끼면서 솔로앨범은 뭐, 사실은 안중에 잘 없었"다고 밝혔다. 그러면서 이 앨범을 "피쳐링이라는 여행을 하고 돌아와서 쓴 기행문"이라 평했다.
녹음은 서울시 효창동, 논현동 등지의 Annie Dog Studio, Fluxus Studio, Macho Studio, Studio EO, Warm Studio, Gettheride Studio 등의 녹음실에서 이루어졌다. 곡들은 2006년 1월 24일 내리막 의 인트로를 작업한 것을 시작으로 2007년 초까지 만들어졌으며, 녹음 역시 2006년 2월 26일(다 같이 춤을 춰)부터 2007년 3월 6일 (Favorite과 엉덩이가 닮았네 의 Matilda Fung 파트)까지 이어졌다. 배급은 (주)알티에스넷, 온라인 배급은 (주)만인에미디어를 통해 이루어졌다.

## 참여진
랩과 보컬에 있어서는 다이나믹 듀오, 에픽 하이의 타블로, 미쓰라 진, Kjun, Matilda Fung 등이 참여했다. 비트는 Kjun이 만든 다 같이 춤을 춰 한 곡을 제외하고 모두 버벌진트가 작곡하였다. 믹싱은 이용섭, 고승욱, 심진보, 성지훈, 버벌진트, Warmman, Kjun 등 7명이 참여하였다. 한편 피쳐링 표시는 안 되었으나 조효제, Dopesun, Marry+P 등이 추가 보컬을 녹음하였으며, 소인배, 엉덩이가 닮았네 두 곡에서 DJ Jun이 스크래칭을 넣어주었다 (스크래치 녹음은 NODO의 스튜디오에서 이루어졌다). 또 '2005년 2학기 반지의 제왕 고급영어 수업을 통해' 버벌진트와 알게 된 왕주연의 플루트 연주도 내리막, Favorite에 들어가있다. 한편으로 사진 촬영, 자켓 디자인 등에는 Size of Fullbite의 Ganeda와 Fake가 참여하였다. 총 프로듀서는 장호일과 허욱이었다.

## 수록곡
1. 합꿍
2. Favorite (Feat. Dynamic Duo)
3. Interlude
4. 내리막 (Feat. Tablo ＆ Mithra 眞 of Epik High)
5. Make up sex (Feat. Kjun)
6. 소인배
7. 엉덩이가 닮았네 (Featuring Matilda Fung of Vasia)
8. Unused Piece for Cultwo Show
9. 다 같이 춤을 춰 (With Kjun)
10. Favorite (Inst.)
11. Make Up Sex (Inst.)
12. 엉덩이가 닮았네 (Inst.)
13. 내리막 (Inst.)

### Favorite
EP Favorite  앨범의 타이틀곡은 Favorite으로 뮤직비디오가 촬영되었다. 곡은 버벌진트의 비트 위에 버벌진트가 랩을 하지 않고 보컬만 녹음한 것이 특징이며, 중후반부에 다이나믹 듀오의 랩이 들어가있다.
곡 작업은 2005년 어느날 KMTV 성우녹음을 마치고 집으로 돌아오다 생각난 후렴구부터 시작되었다고 하며, 2006년 1월 17일에 본격적인 작업 시작, 7월 5일 다이나믹 듀오 랩 녹음, 2월 28일 왕주연 플루트 녹음, 3월 6일 버벌진트 보컬 녹음으로 이루어졌다. 이 곡은 2006년 3월 24일 Cosmopolitan Party부터 공연되기 시작하였는데, 당시는 원곡과 다르게 버벌진트가 혼자 피아노를 치며 부르는 형식이었으며 랩 파트는 없었다.
한편 이 곡은 버벌진트의 다음 두 앨범에서도 리믹스 버전으로 계속 수록되었는데, 《무명》 앨범에는 Kjun의 리믹스를 거친 "Gettheride Remix" 버전으로, 누명 앨범에는 비트의 변화는 없지만 다이나믹 듀오 대신 키비와 더 콰이엇이 참여한 리믹스 버전으로 수록되었다.

## 반응
앨범은 2008년 말에 전량 품절되었다. 처음 앨범이 나왔을 때, 사람들은 예상보다 작은 앨범의 규모와, 13트랙 중 실질적으로 버벌진트의 목소리가 들어간 트랙은 7트랙이며 그중 Interlude, Unused Piece for Cultwo Show 두 트랙은 매우 짧은 트랙이어 사실상 완전한 곡은 아니라는 사실에 안타까워했다. 하지만 곡들의 퀄리티에 대해서는 버벌진트가 프로듀서로써의 뛰어나고 세련된 감각을 보여주었으며, 타이트하면서 일관성 있는 구성을 보여주었다는 칭찬이 따랐다. 2009년 8월 현재 힙합플레이야에는 이 앨범에 대해 세 개의 리뷰가 등록되어있으며, 각각의 점수는 5점 만점에 4점 두 개, 3.5점 한 개이다. 한편 Rhythmer.net에서는 16명이 리플을 달아 평균 7점 만점에 5점을 기록하고 있다.